# Années 20 av. J.-C.
Les années 20 av. J.-C. couvrent les années 29 av. J.-C. à 20 av. J.-C..

## Événements

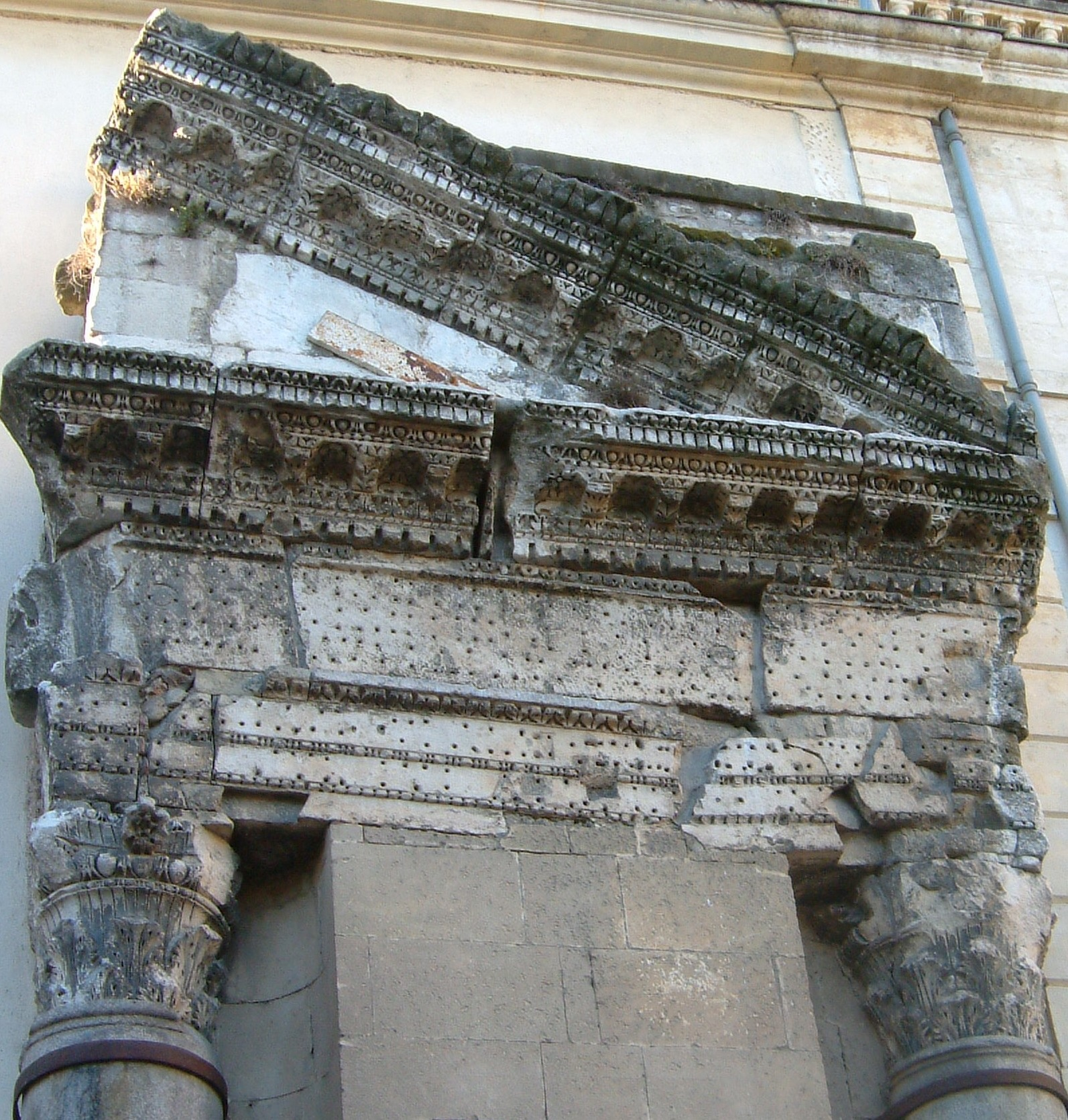
Vestiges du Forum d'Arles.

- 31-27 av. J.-C. : fondation de la Colonia Octaviorum à Fréjus (Forum Iulii)[1].
- 30 av. J.-C. à 6 apr. J.-C. : campagnes d'Auguste en Afrique et en Arabie[2].
- 29 av. J.-C. : début de la Pax Romana.
- 29-19 av. J.-C. :
  - guerres cantabres[3].
  - Virgile compose son Énéide[4].
- 27 av. J.-C. :
  - instauration du Principat. Fin de la république romaine et début du Haut-Empire romain[5].
  - Auguste soumet les cités grecques de la côte de la Mer Noire (Istros, Callatis, Tomis)[6].
- 25-24 av. J.-C. : Strabon voyage en Égypte[7].
- 27-26 av. J.-C. : fondation de la colonie Julia Augusta Saldensium Septimana Immunis attribuée à la Legio VIII Augusta (Béjaïa, en Afrique)[8].
- 21-19 av. J.-C. : expédition de Lucius Cornelius Balbus Minor contre les Garamantes en Afrique du Nord[9].

## Personnalités significatives
- Amanishakhéto
- Auguste
- Hillel l'Ancien, docteur juif pharisien : il devient membre du Sanhédrin (entre 30 et 10 av. J.-C.).
- Horace
- Juba II
- Marcus Vipsanius Agrippa
- Virgile